# جواند (بازیکن فوتبال، زاده ۱۹۹۹)
جواند (انگلیسی: Juande؛ زادهٔ ۷ ژوئیهٔ ۱۹۹۹) بازیکن فوتبال است.
از باشگاه‌هایی که در آن بازی کرده‌است می‌توان به باشگاه فوتبال مالاگا اشاره کرد.